# Ruzsonyi Péter
Ruzsonyi Péter (Balassagyarmat, 1959. szeptember 30. – 2022. június 26.) büntetésvégrehajtási dandártábornok, egyetemi tanár, 1999-től 2021 júliusáig a NKE–RTK Büntetés-végrehajtási Tanszék tanszékvezetője, főtanácsos.

## Életpályája
1978-ban érettségizett a dunaújvárosi Münnich Ferenc Gimnáziumban. 1979 és 1983 között a Szombathelyi Tanárképző Főiskola népművelés-testnevelés szakán szerzett tanári diplomát, nappali tagozaton. 1983 őszén csatlakozott a Büntetés-végrehajtási Szervezethez és a Budapesti Fegyház és Börtön állományában nevelő lett. 1984-től dolgozott kutatói munkakörben az Országos Parancsnokság szakfőosztályán. 1985 és 1988 között az ELTE Bölcsészettudományi Karának esti tagozatos hallgatója volt. 1988 júniusában sikeres államvizsgát tett. 1992-ben az Országos Parancsnokság nemzetközi referense, majd a Nevelési Osztály főelőadója lett. 1995-től sajtófőnöki feladatokat látott el. 1994 és 1997 között az ELTE Neveléstudományi PhD iskolájában folytatta tanulmányait. Az abszolutóriumot 1997. májusban szerezte meg. 1998 májusában tett doktori szigorlatot. Az ELTE-n szerzett 1999-ben summa cum laude rendű PhD fokozatot. Még abban az évben főiskolai docensnek nevezték ki illetve 1999. november 1-jétől tanszékvezetőnek a Rendőrtiszti Főiskola Büntetés-végrehajtási Tanszékére.
2002 decemberében tett 06. STANAG 3 (NATO katonai felsőfokú) nyelvvizsgát a Zrínyi Miklós Nemzetvédelmi Egyetemen. 2006-ban habilitált.
2003. július 1-jei hatállyal főiskolai tanári kinevezést kapott. 2008. március 15-én Büntetés-végrehajtási főtanácsos címet nyert.
2009. március 1-jei hatállyal kapott egyetemi tanári kinevezést. 2012. április 06. és 2015. május 31. között a Rendészettudományi Kar dékánja volt.
2012. szeptember 8-án dandártábornokká nevezték ki.
1999-től 2021. júliusáig a NKE–RTK Büntetés-végrehajtási Tanszék tanszékvezetőjeként dolgozott.

## Díjai, elismerései
- 2009. október 23. Tauffer Emil-díj (legmagasabb büntetés-végrehajtási szakmai elismerés)
- 2010. október 23. Büntetés-végrehajtási szolgálatért emlékplakett arany fokozata
- 2015. június 01. Szent György érdemjel (Belügyminiszteri kitüntetés)

## Művei
- Kriston intim torna[8] (Sanoma Kiadó, Budapest, 2006) ISBN 9789633412282
- Intim női torna[9][10] (Bibliofil Kiadó, Budapest, 1991) ISBN 0579000428119

### Szakmai publikációi (válogatás)
- A konstruktív életvezetés megalapozása fiatalkorú bűnelkövetők körében zártintézeti viszonyok között (bölcsészdoktori disszertáció) Budapest, Eötvös Loránd Tudományegyetem (1998)
- Karakteresen eltérő kezelési formák a fiatalkorú fogvatartottak körében. Börtönügyi Szemle, 21. évf. 2. sz. 23–52. (2002)
- Kriminálpedagógiai útkeresés a fiatalkorú fogvatartottak szabadságvesztés büntetésének végrehajtásában. Börtönügyi Szemle, 27. évf. 4. sz. 14–32. (2008)
- Kriminálpedagógia és reintegráció. In Borbíró Andrea – Kiss Anna – Velez Edit – Garami Lajos szerk.: A kriminálpolitika és a társadalmi bűnmegelőzés kézikönyve II. Budapest, IRM. 299–324. (2009)
- Kriminálpedagógiai alapvetések. In Hautzinger Zoltán – Verhóczki János szerk.: Sodorvonalon. Tanulmányok Virányi Gergely 60. születésnapja tiszteletére. Budapest, Magyar Rendészet-tudományi Társaság. 249–264. (2012)
- Pönológiai alapvetések. In: Ruzsonyi Péter szerk.: Tendenciák és alapvetések a bűnügyi tudományok köréből. Budapest, Nemzeti Közszolgálati Egyetem. 199–229. (2014)
- A caritastól a fogvatartotti reintegrációig. A javítás eszméjének evolúciója. Budapest, Dialóg Campus Kiadó (2018)
- Criminal Pedagogy and the Reintegration of Prisoners. Budapest, Dialóg Campus Kiadó (2018)
- A kriminálpedagógia mint a büntetés-végrehajtás kínálkozó rendszerszervezési alapelve (Magyar Rendészet 2020/3. 215-225.)
- Még a Hegyen – régi helyszínen új identitás építése (Magyar Rendészet, 2021/különszám 167-172.)
- Kritikai pedagógiai kísérletek lehetőségei és korlátai a büntetés-végrehajtásban nevelestudomany.elte.hu Archiválva 2021. október 25-i dátummal a Wayback Machine-ben (2021)
- doktori.hu
- 2021

## Családja
Ruzsonyi Péter a 20-as évei elején ismerkedett meg későbbi feleségével, Kriston Andreával. Két lányuk született, Ruzsonyi Réka és Ruzsonyi Csenge, majd két unokája is érkezett a családba Réka oldaláról, Falvai Nimród és Falvai Konrád. 